# 国鉄セキ600形貨車
国鉄セキ600形貨車（こくてつセキ600がたかしゃ）は、かつて、鉄道省（後に日本国有鉄道）に在籍した30 t 積の石炭車である。

## 概要
1924年（大正13年）から1926年（大正15年）にかけて、汽車製造、川崎車輛、日本車輌製造、藤永田造船所にてオテセ10500形300両（オテセ10500 - オテセ10799）が製作された。
本形式の前級であるオテセ9500形は24 t 積として落成したが、1918年（大正7年）から1922年（大正11年）にかけて増トン工事（25%増）を行い30t 積となった（形式名はオテセ11000形に変更）。本形式は最初から30 t 積として落成した初めての形式である。その後、日本のボギー式石炭車は30 t 積が標準となる。
オテセ10500形は、1928年（昭和3年）の車両称号規程改正でセキ600形（セキ600 - セキ899）となった。大半の車は北海道内で運用されたがごく少数の車が岡山鉄道管理局へ移動した。
1958年（昭和33年）から1961年（昭和36年）にかけて苗穂工場にて250両がホキ1400形（ホキ1400 - ホキ1649）へ改造された。
全長は8,710mm、全幅は2,740mm、全高は3,335mm、自重は15.2 - 15.8t、換算両数は積車4.5、空車1.6であった。1966年（昭和41年）に形式消滅した。

## 譲渡
1967年（昭和42年）に10両（セキ646、セキ653、セキ662、セキ667、セキ640、セキ759、セキ763、セキ794、セキ865、セキ891）が廃車後（国鉄より除籍後）雄別炭礦鉄道に譲渡され、セキ60 - セキ69となった。